# Кимач Андрій Васильович
Ки́мач Андрі́й Васи́льович (1988, село Бережани, Вінницька область) — український оперний співак, баритон.

## Життєпис
Андрій народився в селянській родині в Бережанах Вінницької області. 
У 2002 році вступив у Чернігівське Духовне Училище, що закінчив з дипломом регента I розряду у 2005 році. Першим вокальним педагогом був Богданов Павло Миколаєвич.
2005 року вступив у Київську Духовну Семінарію, що закінчив в 2006 році. 
У 2006 році вступив у Київську Духовну Академію, де впродовж усього навчання був регентом Академічного хору, храму Різдва Божої Матері.
У 2007 році вступив на філософський факультет Київського національного університету імені Тараса Шевченка, але після третього курсу покинув його заради співу.
2010 року захистив дипломну роботу та став випускником Київської духовної академії (диплом ДА № 1033).
2010 року зарахований на вечірню форму навчання до київської Національної музичної академії України імені Петра Чайковського на вокальний факультет (академічний спів) до класу Жмуденка Віталія Івановича, з яким попередньо займався впродовж двох років. Останнє півріччя навчавчя у класі Володимира Гришка.
Після закінчення академії, не знайшовши роботи за фахом, працював на декількох заводах у Польщі з 2014 по 2016 рік.
2016 року став солістом Херсонської філармонії, де пропрацював близько шести місяців. 
З 2016 по 2018 роки був артистом молодіжної оперної програми «Большого театра», де 2017 року дебютував у ролі Дон Карлоса, опери О. Даргомижського «Кам'яний гість».
2018 року стажувався в «Академії Ла Скала». Цього ж року відбувся європейський та міжнародний дебют в Іспанському театрі Лісеу, Барселона, у ролі Ріккардо, опери В. Белліні «Пуритани».
2019 року переміг у престижному Міжнародному конкурсі Бі-Бі-Сі «Кардіффські голоси» , який відбувається кожні два роки у залі Святого Давида міста Кардіффа, та здобув почесне звання «Співак світу».